# Corythalia nigriventer
Corythalia nigriventer là một loài nhện trong họ Salticidae.
Loài này thuộc chi Corythalia. Corythalia nigriventer được Frederick Octavius Pickard-Cambridge miêu tả năm 1901.